# Hallstadt
Ne doit pas être confondu avec la ville autrichienne Hallstatt ni avec la civilisation de Hallstatt.
Hallstadt est une ville de Bavière (Allemagne), située dans l'arrondissement de Bamberg, dans le district de Haute-Franconie. Elle est jumelée avec la ville de Lempdes, dans le Puy-de-Dôme en France.